# Victoria Teijeiro
Victoria Teijeiro Álvarez (La Coruña, España, 13 de noviembre de 1977) es una actriz española. Es conocida por interpretar a Josefa Parada en La isla de las mentiras de Paula Cons, con la que recibe el Premio a Mejor Actriz de Reparto en los Blogos de Oro del Cine Independiente español en 2020.

## Reseña biográfica
Victoria Teijeiro nació el 13 de noviembre de 1977 en La Coruña, Galicia. Inició sus estudios en el mundo de la interpretación en la Real Escuela Superior de Arte Dramático en Madrid, donde se licenció en Interpretación. Es diplomada en movimiento y voz por la Escuela Internacional de Teatro Mar Navarro y Andrés Hernández. Durante sus años en activo, ha seguido formándose acudiendo a distintos cursos relacionados con la interpretación, el movimiento y la voz, como son los cursos de Eva Lesme y Macarena Pombo en Central de Cine, los de Rafael Spregeldburld y Rosa Estévez en la Escuela Azarte o los cursos impartidos por Carlos Sedes y Álvaro Haro en la AM Escuela de Actores.
Como actriz, Victoria Teijeiro ha trabajado en distintas compañías de teatro, como el Centro Dramático Nacional y la Compañía Nacional de Teatro Clásico. También ha participado en numerosas series de televisión, entre las que destaca su papel de la teniente Ánxela en A lei de Santos, emitida en la Televisión de Galicia. En su presencia en la pequeña pantalla, resalta su participación en varias series de recorrido nacional como Fariña o Cuéntame cómo pasó.
En cine, ha interpretado recientemente a Josefa Parada, protagonista de La isla de las mentiras, una película de la directora de cine y guionista Paula Cons. Por su participación en este largometraje ha recibido el Premio a Mejor Actriz de Reparto en los Blogos de Oro del Cine Independiente español en el año 2020.
Comprometida con las personas en riesgo de exclusión social, Victoria Teijeiro dispone de una diplomatura en Terapia Ocupacional por la Universidad de La Coruña y es doctoranda en Teatro para la inclusión social por la Universidad Autónoma de Madrid (UAM). Además, durante sus años de formación académica ha realizado un Máster en Arteterapia para la Inclusión Social en la UAM y un postgrado en Psicomotricidad por la Universidad Pontificia Comillas y Escuela Internacional de Psicomotricidad (EIPS).
Desde 2006, Victoria Teijeiro es productora de La Quintana Teatro, compañía teatral que aborda temáticas sociales con la que ha recibido el Premio MAX al espectáculo revelación por la obra teatral de Desde lo invisible. Además, en 2014 ha sido nombrada presidenta de La Quinta del Arte, una asociación cultural que defiende el arte y la inclusión social con la que dirige proyectos de teatro como La Gran Boda 2.0 en colaboración con el Centro Dramático Nacional.
Actualmente, Victoria Teijeiro compagina su papel como actriz con la docencia. Desde 2008 es profesora de interpretación, movimiento y voz en distintas escuelas de teatro, como Sala Curtidores de Teatro, El Almadén Teatro o Sala Malasaña y, en 2012, ha pasado a formar parte del profesorado de interpretación en la Escuela de Ficción de Voz Audiovisual. Siguiendo esa misma línea, en 2019, la Escola Superior de Arte Dramática de Galicia (ESADg) también la ha incluido en sus cursos como profesora de interpretación.

## Filmografía

### Cine
| Título                  | Director/a    |
| ----------------------- | ------------- |
| Nowhere                 | Albert Pintó  |
| La isla de las mentiras | Paula Cons    |
| Esperando Septiembre    | Tina Olivares |

### Series de televisión
| Título             | Productora           | Canal                 |
| ------------------ | -------------------- | --------------------- |
| Ni una más         | PSA                  | Netflix               |
| Auga seca          | Portocabo            | HBO                   |
| A lei de Santos    | Voz Audiovisual      | TVG                   |
| Un asunto privado  | Bambú Producciones   | Amazon                |
| Vivir sin permiso  | Aleamedia            | Netflix               |
| Fariña             | Atresmedia           | Netflix               |
| Pazo de familia    | Formato Producciones | Televisión de Galicia |
| Hotel Almirante    | Formato Producciones | Televisión de Galicia |
| Conto de nadal     | Ficción Producciones | Televisión de Galicia |
| Chapa e pintura    | Voz Audiovisual      | Televisión de Galicia |
| Aída               | Globomedia           | Telecinco             |
| Cuéntame cómo pasó | Grupo Ganga          | TVE                   |
| Águila Roja        | Globomedia           | Televisión Española   |
| Cuenta atrás       | Globomedia           | Cuatro                |

### Teatro
| Título                                     | Director/a         | Compañía teatral                      |
| ------------------------------------------ | ------------------ | ------------------------------------- |
| El cuaderno de Pitágoras                   | Carolina África    | Centro Dramático Nacional             |
| Casa O' Rei                                | Santiago Cortegoso | Ibuprofeno Teatro                     |
| Castrapo                                   | Gustavo Prieto     | Os Naufragos                          |
| Agreste                                    | Juana Casado       | Impulsarts. Centro Dramático Nacional |
| La casona                                  | Álvaro Guevara     | Compañía del Andamio                  |
| La isla de Ana María Matute                | G. Martín Sherman  | Factoría Teatro                       |
| Sumergirse en el agua                      | G. Martín Sherman  | Factoría Teatro                       |
| Una noche con los clásicos                 | Ángel Ojea         | Blanca Marsillach                     |
| Familia en construcción                    | G. Martín Sherman  | Factoría Teatro                       |
| Un rico, tres pobres                       | Juliette Megnau    | El Burro no Rebuzna                   |
| Clasicorro, lo serás tú                    | Pedro Forero       | Teatro del Ser                        |
| Romeo y Julieta de W. Shakespeare          | Will Keen          | Ditu e Idiot Productions              |
| Hamlet, por poner un ejemplo               | Mariano Llorente   | Factoría Teatro                       |
| La lechera de Laila Ripoll                 | Gonzalo M. Sherman | Factoría Teatro                       |
| El basilisco enamorado                     | Fabio Mangolini    | I Fulminati                           |
| Presas de Ignacio del Moral y V. Fernández | Ernesto Caballero  | Centro Dramático Nacional             |
| Historia de un pequeño hombrecito          | J. Berzal          | T de Malta                            |
| Sainetes de R. De la Cruz                  | Ernesto Caballero  | Compañía Nacional de Teatro Clásico   |

### Coaching
| Título | Director/a     |
| ------ | -------------- |
| SICA   | Carla Subirana |

### La Quintana Teatro
Produce y protagoniza los siguientes espectáculos:
| Título                            | Director/a         |
| --------------------------------- | ------------------ |
| La Toffana                        | María Herrero      |
| O Premio                          | Marian Bañobre     |
| Desde lo invisible                | Rolando San Martín |
| El bolso o la vida                | Rolando San Martín |
| Realidades                        | Lidia Palazuelos   |
| Innómines (Camino a la felicidad) | Lluis Blat         |

## Premios y nominaciones
| Premio                        | Categoría                 | Año  | Trabajo nominado        | Resultado |
| ----------------------------- | ------------------------- | ---- | ----------------------- | --------- |
| Cinemagavia                   | Mejor Actriz de Teatro    | 2023 | La toffana              | Nominada  |
| Mestre Mateo                  | Mejor Actriz de Reparto   | 2021 | A illa das mentiras     | Nominada  |
| Blogos de Oro                 | Mejor Actriz de Reparto   | 2021 | La isla de las mentiras | Ganadora  |
| Dorotea Bárcena               | Mejor Actriz Protagonista | 2021 | O Premio                | Ganadora  |
| María Casares                 | Mejor Actriz Protagonista | 2021 | O Premio                | Nominada  |
| Certamen Nacional Vegas Bajas | Mejor Actriz Protagonista | 2008 | Desde lo Invisible      | Ganadora  |
| MAX de las artes escénicas    | Espectáculo Revelación    | 2008 | Desde lo invisible      | Ganadora  |